# Bruant à poitrine dorée
Emberiza flaviventris
Espèce
Statut de conservation UICN

 LC  : Préoccupation mineure
Le Bruant à poitrine dorée (Emberiza flaviventris) est une espèce de passereaux appartenant à la famille des Emberizidae.

## Description
Le bruant à poitrine dorée mesure entre 15 et 16 cm. La tête de l'oiseau présente des rayures noires et blanches horizontales, elle est très similaire à celle du bruant cannelle (Emberiza tahapisi). La gorge est d'une couleur jaune assez forte, elle est plus blanche sur la partie basse. Le manteau est brun, les ailes sont plus sombres. Même si les couleurs diffèrent peu selon le sexe, on remarque des rayures jaunâtres sur la tête de la femelle. Le jeune individu a des couleurs plus pâles que la femelle adulte, les stries sur son crâne sont brunes.

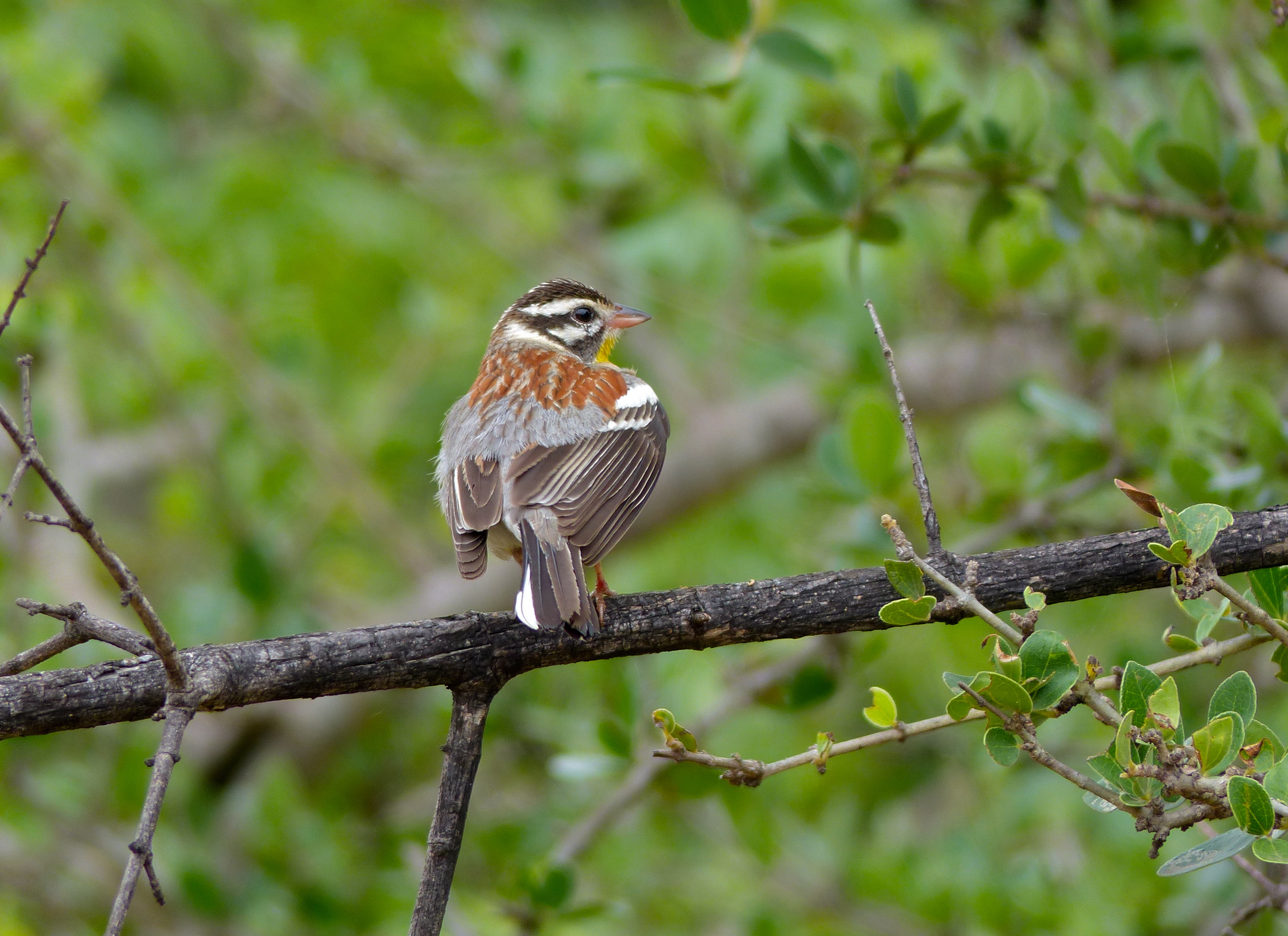
Emberiza flaviventris vu de dos (Parc national Kruger, Afrique du Sud)
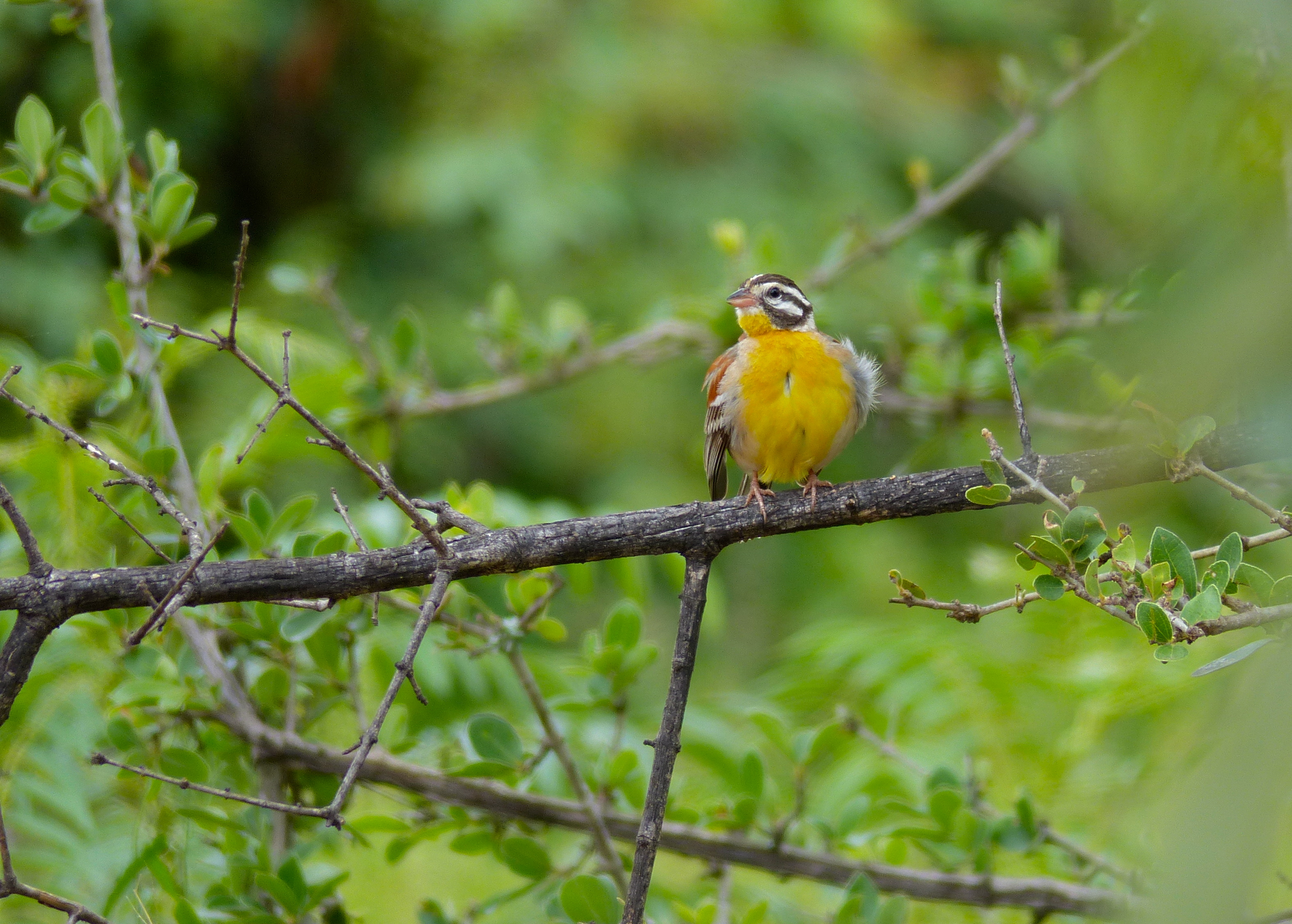
Emberiza flaviventris vu de face (Parc national Kruger, Afrique du Sud)

## Répartition
L'espèce et ses différentes sous-espèces couvrent un large territoire depuis le sud du Sahara jusque l'Afrique du Sud. 

## Habitat
Cet oiseau se rencontre principalement dans des forêts claires, la sous-espèce flavigaster fréquente la savane où elle profite de la présence d'acacias.

## Taxonomie
D'après la classification de référence (version 5.1, 2015) du Congrès ornithologique international, cette espèce est constituée des sous-espèces suivantes :
- E. f. flaviventris ; sa répartition géographique s'étend depuis l'ouest du Cap-Oriental jusqu'au KwaZulu-Natal, en Afrique du Sud, et au sud du Mozambique ;
- E. f. flavigaster ; au niveau de la bordure méridionale du Sahara, entre la Mauritanie à l'ouest et l'Érythrée à l'est ;
- E. f. kalaharica ; dans une importante partie de l'Afrique australe ;
- E. f. princeps ; au sud de l'Angola et en Namibie.